# Fairlea
Fairlea és una concentració de població designada pel cens dels Estats Units a l'estat de Virgínia de l'Oest. Segons el cens del 2000 tenia 1.706 habitants.

## Demografia
Segons el cens del 2000, Fairlea tenia 1.706 habitants, 770 habitatges, i 428 famílies. La densitat de població era de 178,5 habitants per km².
Dels 770 habitatges en un 24% hi vivien nens de menys de 18 anys, en un 42,5% hi vivien parelles casades, en un 10,5% dones solteres, i en un 44,4% no eren unitats familiars. En el 39,4% dels habitatges hi vivien persones soles el 15,8% de les quals corresponia a persones de 65 anys o més que vivien soles. El nombre mitjà de persones vivint en cada habitatge era de 2,08 i el nombre mitjà de persones que vivien en cada família era de 2,78.
Per edats la població es repartia de la següent manera: un 19% tenia menys de 18 anys, un 9% entre 18 i 24, un 27,3% entre 25 i 44, un 23,2% de 45 a 60 i un 21,5% 65 anys o més.
L'edat mediana era de 41 anys. Per cada 100 dones de 18 o més anys hi havia 79,7 homes.
La renda mediana per habitatge era de 20.664 $ i la renda mediana per família de 28.077 $. Els homes tenien una renda mediana de 20.625 $ mentre que les dones 22.281 $. La renda per capita de la població era de 16.146 $. Entorn del 22% de les famílies i el 27,4% de la població estaven per davall del llindar de pobresa.

## Poblacions més properes
El següent diagrama mostra les poblacions més properes.